# Narava
Narava (in greco antico: Ναραύας?; fl. IV secolo a.C.) è stato un nobile e generale berbero, principe della Numidia, fu abile cavallerizzo e stratega del III secolo a.C.. Il nome Narava è la forma greca, mentre non è stato menzionato da nessuno scrittore latino; la forma più corretta dovrebbe essere Narbale o Naarbaal.

## Biografia
Narava inizialmente militò come soldato nell'esercito mercenario di Spendio durante la guerra dei mercenari. Grande ammiratore di Amilcare Barca, nel 239 a.C. lasciò le truppe mercenarie per unirsi all'esercito cartaginese. Impressionato dal suo valore, Amilcare gli concesse la mano di sua figlia.
Le sue truppe di cavalleria leggera risultarono molto utili ai cartaginesi, poiché con rapidi attacchi riuscirono a distruggere le linee di rifornimento dei ribelli.
Fu una figura molto importante durante la battaglia della Sega, che vide la distruzione dell'esercito mercenario.
A guerra finita, nel 237 a.C., sposò la figlia di Amilcare, il cui nome è sconosciuto, e che nel 1800 ispirerà il romanzo Salammbô di Gustave Flaubert, dove viene chiamata Salambò.